# Manuel Becerra Fernández
Manuel Becerra Fernández (Màlaga, 22 de maig de 1867 - Madrid, 10 de maig de 1940) fou un enginyer i polític espanyol que va ser Ministre d'Instrucció Pública i Belles Arts i Ministre de Justícia durant la Segona República Espanyola.

## Biografia
S'inicià com a enginyer a les Filipines i el 1904 treballà com a enginyer a Melilla, on hi va contribuir a la millora de les seves infraestructures. Després treballà com a Conseller Inspector d'Obres Públiques
Després de la proclamació de la Segona República Espanyola participaria en les eleccions de 1931 i 1933 com a representant del Partit Republicà Radical obtenint un escó per la circumscripció de Lugo. An les eleccions de 1936 tornaria a obtenir aquest escó ja com membre del Partit de Centre. Va ser membre del govern en sengles gabinets presidits per Manuel Portela Valladares en ser designat per a ocupar la cartera de ministre d'Instrucció Pública i Belles Arts entre el 14 i el 30 de desembre de 1935, data en què va passar a ocupar la cartera de ministre de Justícia fins al 19 de febrer de 1936.